# St. Jakobus (Schondorf am Ammersee)

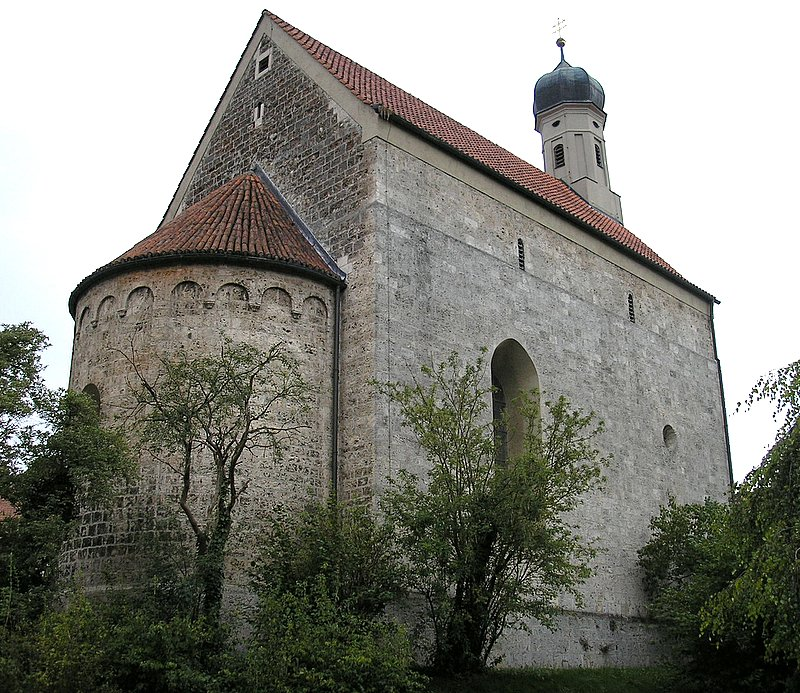
Gesamtansicht von Nordosten

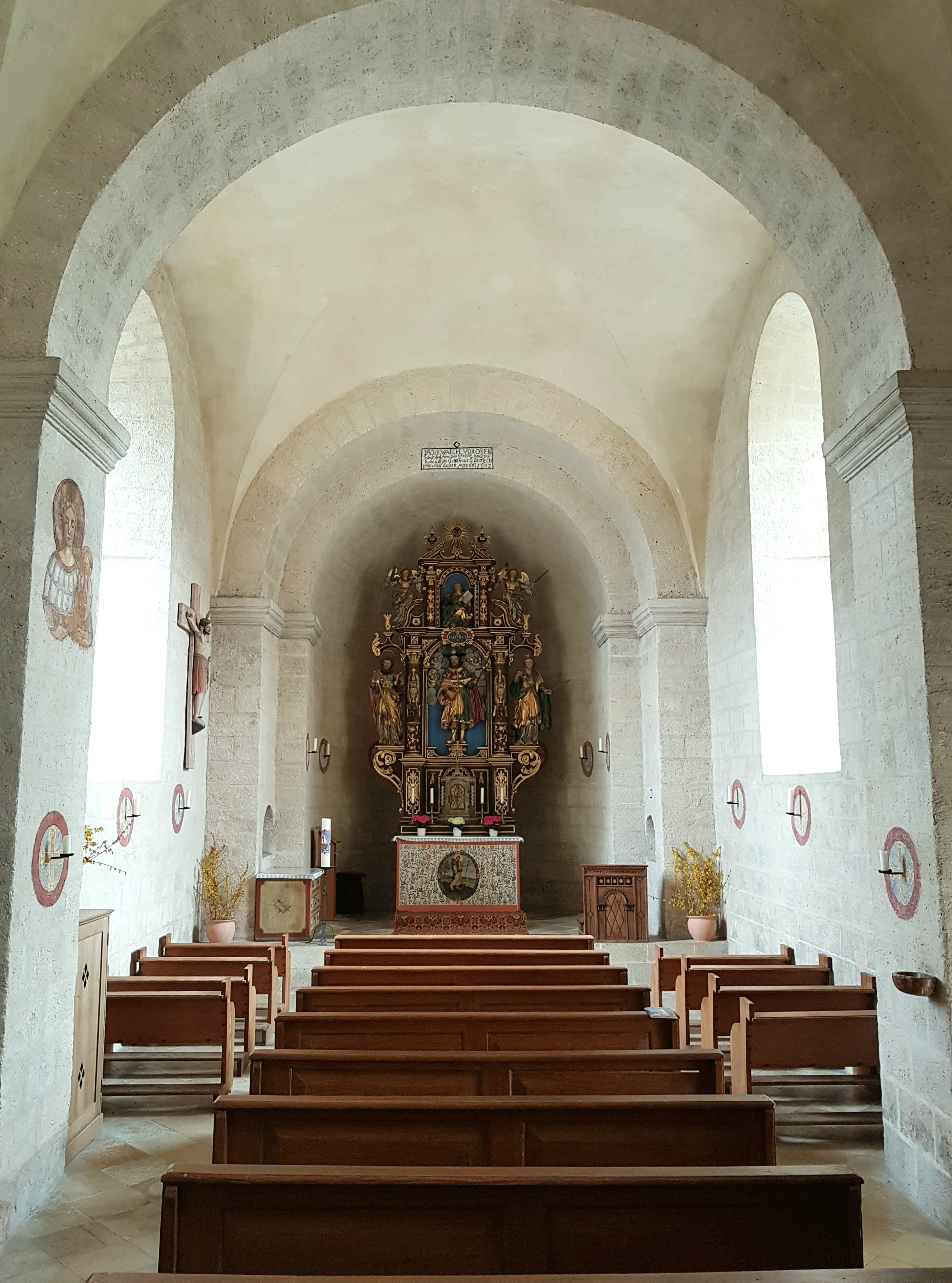
Innenraum nach Osten

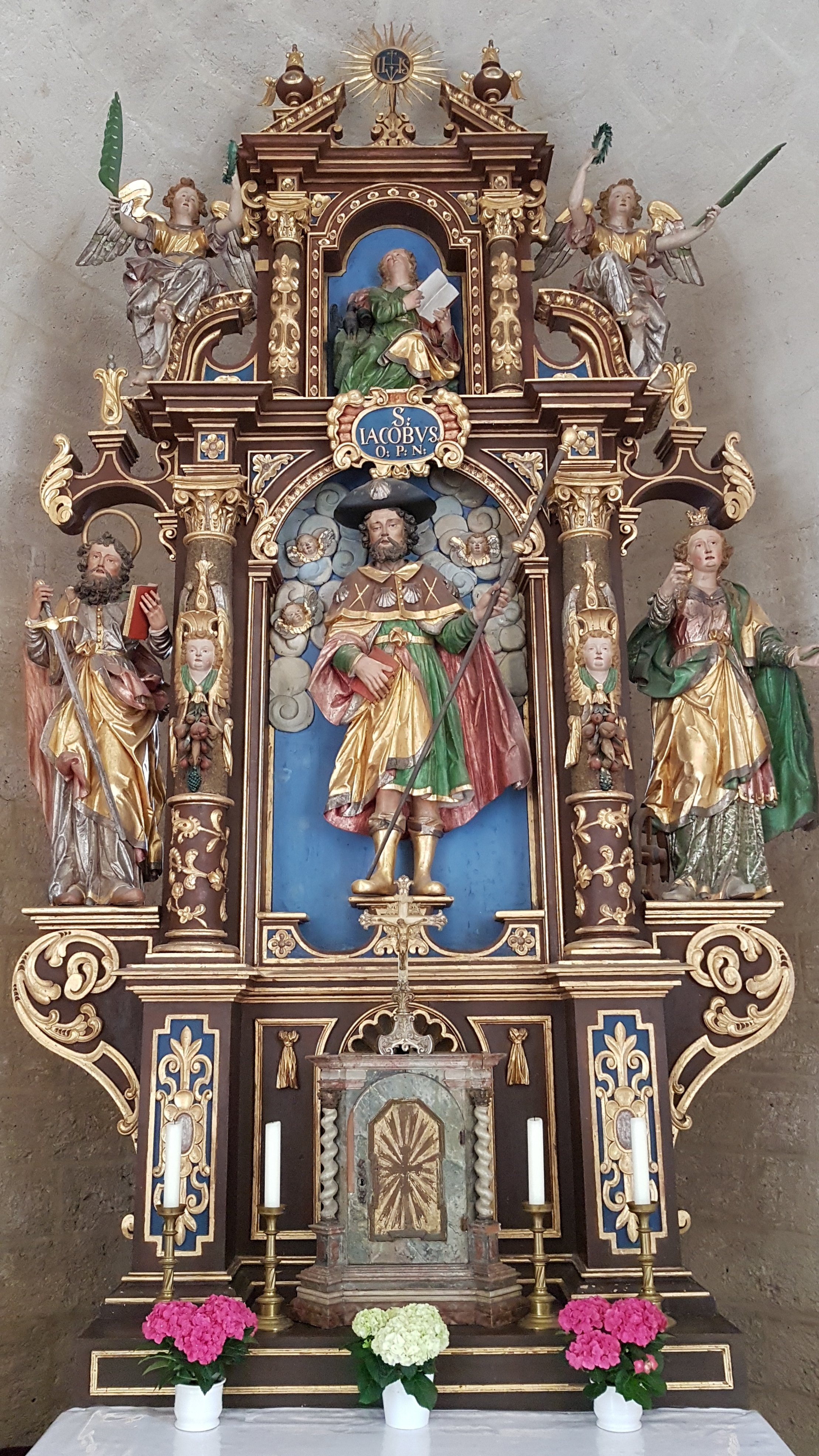
Hochaltar

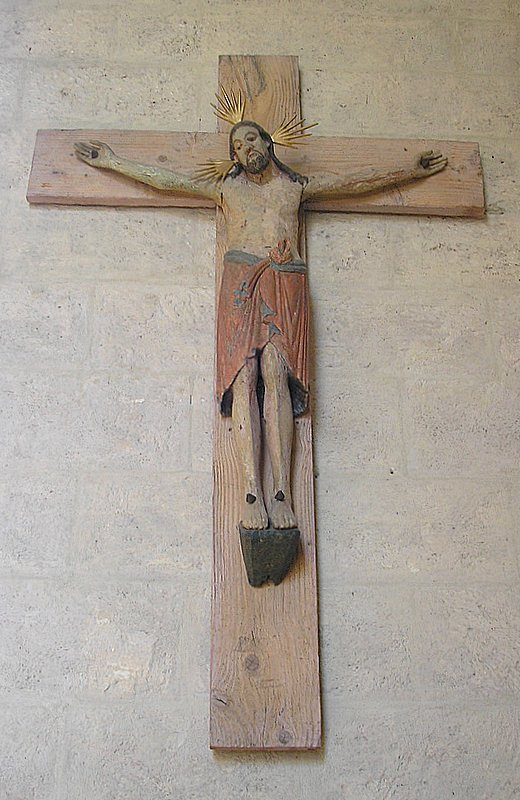
Romanisches Kruzifix

Die katholische Filialkirche St. Jakobus ist ein romanischer Tuffsteinbau in Schondorf am Ammersee am Westufer des Ammersees in Oberbayern (Landkreis Landsberg am Lech). Das doppelgeschossige Gotteshaus gilt als eine der bedeutendsten hochmittelalterlichen Kleinkirchen Südbayerns. Es zählt zu den romanischen Landkirchen mit profanem Obergeschoss.

## Geschichte
Als Bauherr der Kirche am Seeufer in Unterschondorf ist der Dießener Ministeriale Konrad aus dem Geschlecht der Schondorfer nachgewiesen (Dießener Totenregister). Der Grundstein dürfte gegen 1150 gelegt worden sein. Das Patrozinium des Apostels Jakobus deutet auf einen Zusammenhang mit dem Jakobsweg.
Nach dem Übergang des Gebietes an die Wittelsbacher verloren die Herren von „Sconendorf“ ihre Ämter und verarmten.
Die romanische Kirche wurde 1607 renoviert (Inschrift am Chorbogen). Im 18. Jahrhundert vergrößerte man die Fenster und setzte den Dachreiter auf. Bei der Renovierung im Jahre 1892 wurden die Empore ausgebaut und ein Wandbild freigelegt. 1942 verschwand das bedeutende Holzkruzifix aus der Kirche (Diebstahl, 1969 ersetzt).
Die letzte Außensanierung fand 1977 statt, 1986–88 konnte auch das Innere renoviert werden.

## Beschreibung
Die hochromanische Kirche steht auf einem hohen Sockel am Anfang des Westhanges des Ammersees über der Strandpromenade. Der Außenbau aus sorgfältig geschichteten Tuffquadern ist unverputzt und bis auf die vergrößerten Langhausfenster und den Dachreiter nahezu unverändert erhalten. Die Apsis im Osten ist etwas eingezogen, also schmäler als das Langhaus und wird von Lisenen und einem Rundbogenfries unter der Traufe gegliedert. Die Fensteröffnung stammt noch aus dem Hochmittelalter. Über dem Westgiebel sitzt der barocke Dachreiter mit seiner Zwiebelhaube.
Den Zutritt ermöglicht ein schlichtes, zweistufiges Rundbogenportal auf der Südseite. Der zweijochige Innenraum ist ca. 18 m lang, 7,5 m breit und 8 m hoch und kreuzgratgewölbt. Die Gurtbögen ruhen auf rechteckigen Pfeilern. Die Apsis wird durch einen gestuften Rundbogen ausgeschieden.
Neben dem mittleren Pfeiler der Nordwand führt ein Zugang zur Mauertreppe der ehemaligen Empore. Eine weitere Mauertreppe in der Westwand endet im Dachraum, dessen ursprüngliche Funktion unklar ist. Heute sind beide Treppen miteinander verbunden, man gelangt also direkt in das Dachgeschoss.
Ehemals öffnete sich in der Westwand zusätzlich ein – jetzt vermauerter – Einstieg. Den Dachraum belichten schmale Lichtöffnungen. Wie bei anderen Kirchen mit profanem Obergeschoss diente dieser Raum im Hochmittelalter als Rückzugsort oder Pilgerherberge. Ähnliche Anlagen finden sich etwa in Piesenkofen (Landkreis Mühldorf am Inn) und Thal (Landkreis Rosenheim).
Der barocke Hochaltar steht in der Apsis. Das Werk entstand um 1660/70. Die Hauptfigur zeigt den hl. Jakobus, seitlich stehen die hll. Markus und Katharina. Die Statuen entstanden wohl in der Weilheimer Werkstatt Sebastian Deglers.
Das große romanische Kruzifix an der Nordwand kam 1969 als Ersatz für das gestohlene Vorgängerkreuz in den Kirchenraum (Stiftung).